# 3e cérémonie des Gérard de la télévision
Les Gérard de la télévision 2008 est la troisième édition des Gérard de la télévision, une cérémonie qui récompense chaque année les pires émissions et personnalités du paysage télévisuel français. L'événement a lieu le 8 décembre 2008 au Théâtre Michel et en direct sur la chaîne Paris Première.

## Palmarès et nominations

### Gérard de l'animateur qui faisait un carton à la radio et qui fait ses cartons à la télé
- Christophe Hondelatte, dans Vendredi, si ça me dit ! (France 2)
  - Julien Courbet, dans Service Maximum (France 2)
  - Nicolas Demorand, dans Le 18-20 (I-Télé)
  - Bruno Guillon, dans Faites entrer l'invité (NRJ 12)

### Gérard de l'émission que ça fait bien de dire qu'on la regarde alors qu'on la regarde pas parce qu'à la même heure, y'a Tila, célibataire et bi sur MTV
- Ce soir (ou jamais !), avec Frédéric Taddeï (France 3)
  - Des mots de minuit, avec Philippe Lefait (France 2)
  - Ripostes, avec Serge Moati (France 5)
  - Café littéraire, avec Daniel Picouly (France 5)
  - Cactus, avec Géraldine Muhlmann (Paris Première)
  - Au Field de la nuit, avec Michel Field (TF1)

### Gérard de l'animateur ou de l'animatrice qui ressemble à un jouet
- Marie Colmant, qui ressemble à Véra de Scooby-Doo, dans La Matinale (Canal+)
  - Guy Carlier, qui ressemble à un Barbapapa, dans France 2 Foot (France 2)
  - Mimie Mathy, qui ressemble à une surprise Kinder, dans Joséphine, ange gardien (TF1)
  - David Pujadas, qui ressemble à Oui-Oui, dans le journal télévisé de 20h (France 2)
  - Harry Roselmack, qui ressemble à un G.I. Joe, dans le journal télévisé de 20h (TF1)
  - Victoria Silvstedt, qui ressemble à une poupée gonflable, dans La Roue de la fortune (TF1)

### Gérard de l'accident industriel, mais vraiment le gros crash, tu vois, avec un animateur arrivé en fanfare au mercato, puis qui fait sourdine à l'audimat, d'ailleurs, il n'y a plus cru lui-même dès le deuxième numéro, et tu te dis que le pilote devait être vraiment génial, parce que quand on pense au prix qu'elle a coûté, cette connerie, y a de quoi se la prendre et se la mordre
- Vendredi, si ça me dit !, avec Christophe Hondelatte (France 2)
  - Service Maximum, avec Julien Courbet (France 2)
  - Café littéraire, avec Daniel Picouly (France 2)
  - Le journal télévisé de 20h, avec Laurence Ferrari (TF1)
  - Une surprise peut en cacher une autre, avec Nathalie Vincent (France 2)

### Gérard de l'émission qu'on découvre à l'hôpital parce qu'on partage sa chambre avec un vieux et dont on se dit «c'est pas si mal en fait»
- Le Magazine de la santé, avec Michel Cymes et Marina Carrère d'Encausse (France 5)
  - Questions pour un champion, avec Julien Lepers (France 3)
  - Des chiffres et des lettres, avec Laurent Romejko (France 3)
  - Côté jardin, avec Marine Vignes (France 3)

### Gérard de la vedette dont on n'a pas remarqué la disparition
- Marc-Olivier Fogiel, dans T'empêches tout le monde de dormir (M6)
  - Yves Rénier, dans Commissaire Moulin (TF1)
  - Daniel Schneidermann, dans Arrêt sur images (France 5)
  - Roger Hanin, dans Navarro (TF1)
  - Pascal Sevran, dans Chanter la vie (France 2)
  - Pascal Bataille et Laurent Fontaine, dans Y'a que la vérité qui compte (TF1)

### Gérard de la boulette
- Erika Moulet, lançant une nécro d'Yves Saint Laurent un mois et demi avant sa mort à la place de celle d'Aimé Césaire (LCI)
  - Florence Schaal, annonçant la mort du petit Louis alors qu'il n'était même pas mort dans le journal télévisé (TF1)
  - Laurent Ruquier, annonçant la mort de Pascal Sevran une semaine avant sa mort dans On n'a pas tout dit (France 2)
  - Jean-Marc Morandini, annonçant la mort de Pascal Sevran une semaine avant sa mort dans Morandini ! (Direct 8)
  - Julien Lepers, offrant des livres, des jumelles et des pneus à un candidat aveugle dans Questions pour un champion (France 3)

### Gérard du chroniqueur qui lèche le plus les bottes de son animateur vedette, et quand on dit les bottes, c'est pour rester poli
- Isabelle Martinet, Thomas Hervé, Sophie Pignal, David Martin, Frédérick Gersal, Yann Lavoix, Brigitte Fanny Cohen, ..., les chroniqueurs qui lèchent le plus les bottes de William Leymergie (France 2)
  - Jérémy Michalak, le chroniqueur qui lèche le plus les bottes de Laurent Ruquier dans On n'a pas tout dit (France 2)
  - Matthieu Delormeau, le chroniqueur qui lèche le plus les bottes de Jean-Marc Morandini dans Morandini ! (Direct 8)
  - Mustapha, le chroniqueur qui lèche le plus les bottes de Thierry Ardisson dans Salut les Terriens ! (Canal+)
  - Faustine Bollaert, la chroniqueuse qui lèche le plus les bottes de Michel Drucker dans Vivement dimanche (France 2)

### Gérard de la carrière qui ne décollera décidément jamais
- Stéphane Blakowski, dans Salut les Terriens ! (Canal+)
  - Emma de Caunes, dans La Musicale (Canal+)
  - Paul Wermus, dans Tout le monde déguste (France 3 Paris Île-de-France)
  - Laurent Mariotte, dans 10 h le mag (TF1)
  - Olivia Adriaco, dans Vidéo Gag (TF1)
  - Sören Prévost, dans 2 Schuss (Comédie !)

### Gérard du maboule
- William Leymergie, dans Télématin (France 2)
  - Christophe Hondelatte, dans Vendredi, si ça me dit ! (France 2)
  - Paul Wermus, dans Tout le monde déguste (France 3)
  - Marine Méchin, dans Star Academy 8 (TF1)
  - Armande Altaï, dans Star Academy 8 (TF1)

### Gérard de la France d'en bas (l'émission avec des pédophiles, des chômeurs et des consanguins, filmée dans le Nord, comme par hasard)
- Confessions intimes, avec Isabelle Brès (TF1)
  - Toute une histoire, avec Jean-Luc Delarue (France 2)
  - Super Nanny, avec Cathy (M6)
  - Next made in France, (Virgin 17)
  - C'est du propre !, avec Béatrice et Danièle (M6)
  - Ma drôle de vie, avec Alexia Laroche-Joubert (TMC Monte Carlo)

### Gérard de l'épisode le plus palpitantDes chiffres et des lettres
- L'émission du 23 septembre 2008, qu'on a tous en mémoire
  - Le 19 avril 2008, quand Laurent Romejko a malicieusement dit à Bertrand Renard « Merci, Bertrand » et que celui-ci a rétorqué « De rien, Laurent »
  - Le 8 mai 2008, lorsque Laurent Romejko a demandé à Bertrand Renard : « Est-ce que le mot "enculer" est accepté ? » et que Bertrand Renard a répondu : « Je sais pas, moi je fais les chiffres »

### Gérard de la réalisatrice qui bénéficie le mieux des réseaux de son mari
- Arielle Dombasle, pour le court-métrage érotique Le Bijou indiscret

### Gérard de l'animatrice bien relou
- Valérie Damidot, dans D&CO (M6)
  - Cécile de Ménibus, dans La Méthode Cauet (TF1)
  - Alexia Laroche-Joubert, dans Ma drôle de vie (TMC Monte Carlo)
  - Catherine Laborde, dans La météo (TF1)
  - Armande Altaï, dans Star Academy 8 (TF1)
  - Mélissa Theuriau, dans Zone interdite (M6)

### Gérard de l'animateur bien relou
- Christophe Hondelatte, dans Vendredi, si ça me dit ! (France 2)
  - Daniel Picouly, dans Café littéraire (France 2)
  - Thierry Ardisson, dans Salut les Terriens ! (Canal+)
  - Benjamin Castaldi, dans Secret Story (TF1)
  - Denis Balbir, dans France 2 Foot (France 2)
  - Patrick Sébastien, dans Le Plus Grand Cabaret du monde (France 2)

### Gérard de la chaîne qui a vraiment tout fait pour l'avoir, le Gérard
- France 2
  - IDF1
  - Canal+
  - Direct 8
  - Virgin 17
  - TF1
  - W9